# Doutor Camargo
Doutor Camargo este un oraș în Paraná (PR), Brazilia.